# Elçin Əlizadə
Elçin Əlizadə född 2 januari 1986 i Baku, Azerbajdzjan, är en azerbajdzjansk boxare som mest är känd för att han vann silvermedalj i VM i boxning 2005 i Mianyang i herrarnas tungvikt. 

## Karriär
I VM i amatörboxning 2001 vann Əlizadə silvermedalj mot ukrainaren Ismail Sillakh. Sedan vann han bronsmedalj i EM i amatörboxning 2006 i Plovdiv. Där slog han vitryssen Viktar Zujeŭ i den första matchen, men förlorade sedan mot ukrainen Denis Poyatsika. I världscupen 2006 slog han amerikanen Adam Willett och kazaken Zhenis Taumurinov, men förlorade i semifinalen mot kubanen Osmay Acosta och vann bronsmedalj.